# Mimostrangalia indiferens
Mimostrangalia indiferens là một loài bọ cánh cứng trong họ Cerambycidae.